# Прощание славянки (памятник)
Памятник «Прощание славянки» установлен на территории Белорусского вокзала в Москве.

## История
Памятник в честь марша «Прощание славянки» был создан по инициативе Российского военно-исторического общества и при поддержке ОАО «Российские железные дороги». Открыт 8 мая 2014 года на площади между зданием Белорусского вокзала и железнодорожными путями.
В церемонии открытия памятника участвовали глава РЖД Владимир Якунин, министр культуры России и председатель РВИО Владимир Мединский, депутат Государственной думы Александр Хинштейн, дочь автора марша Аза Свердлова, авторы памятника, ветераны Великой Отечественной войны.
Выступая на церемонии, В. И. Якунин назвал памятник «символом верности и преданности мужчины своему долгу, верности и преданности женщины своему мужчине и своей семье, своей стране». В. Р. Мединский сказал, что скульптурная композиция — это «памятник любви, памятник чести, памятник верности присяге».
Авторы памятника — скульпторы Сергей Щербаков и Вячеслав Малокостов, архитектор Василий Данилов; его сооружение велось под руководством народного художника России Салавата Щербакова. Скульптурная композиция выполнена из бронзы, создана по мотивам сцены проводов добровольцев на войну фильма Михаила Калатозова «Летят журавли».
Памятник представляет собой скульптурную композицию из бронзы, изображающую солдата, одетого в обмундировании Первой Мировой войны, и девушку, которая обнимает его за шею, провожая на фронт. Высота композиции не превышает 2 метров, а стоит она на бронзовом кольце, расположенном на брусчатке. По кругу кольца написаны слова наиболее распространенной версии стихов на музыку знаменитого марша «Прощание славянки» В. И. Агапкина. Слева и справа от скульптуры расположены два фонаря, на которых размещены геральдические композиции — щиты с указанием годов «1914» (слева) и «1941» (справа) и элементами стрелкового оружия времён Первой и Второй мировых войн. Под композициями размещены таблички с информацией о том, что памятник установлен РВИО при поддержке ОАО «РЖД».
Монумент посвящён всем славянским женщинам, провожавшим своих родных на войну.
Марш «Прощание славянки», написанный военным дирижёром и композитором Василием Агапкиным во время Первой Балканской войны в 1912 году, стал широко известен уже в годы Первой мировой войны. «Прощание славянки» — одно из наиболее узнаваемых музыкальных произведений России и одна из главных мелодий Российской армии.

## Скандал
После открытия памятника разразился скандал. Входящая в памятник геральдическая композиция «1914» оказалась украшена не только классическими образцами советского оружия — пистолетом-пулемётом ППШ-41 и ручным пулемётом ДП-27, но и двумя немецкими винтовками Mauser 98k, по внешнему виду схожими с винтовкой Мосина. Уже 13 мая немецкие винтовки были спилены с памятника.

## Галерея